# Saulx (rivière)
Pour les articles homonymes, voir Saulx.
La Saulx (prononcé [so]) est une rivière française. Affluent droit de la Marne et donc sous-affluent de la Seine, la Saulx prend sa source à Germay (Haute-Marne) et se jette dans la Marne à Vitry-le-François.

## Géographie
La rivière est longue de 115,4 kilomètres.

### Source
La Saulx prend sa source à Germay en Haute-Marne à une altitude de 347 m environ au point de coordonnées 48°24'N, 05°21'E.

### Suite du cours
Suivant d'abord un cours sud-nord, la rivière sort du département de la Haute-Marne à Paroy-sur-Saulx pour entrer en Meuse à Montiers-sur-Saulx.  
Elle est l'un des deux principaux cours d'eau, avec l'Ornain, qui arrosent le sud du plateau Barrois en Meuse.
Elle ressort de ce département à Andernay et entre dans le département de la Marne à Sermaize-les-Bains suivant une direction est-ouest.

### Confluence
La Saulx se jette dans la Marne au nord de  Vitry-le-François dans le  département de la Marne à une altitude de 94 m, au point de coordonnées 48°44'N 04°34'E.

## Hydronymie
Rivière qui doit son nom au sel car les sauniers y embarquaient leur marchandise.

### Départements et principales villes traversés
- Haute-Marne : Effincourt, Paroy-sur-Saulx
- Meuse : Montiers-sur-Saulx, Stainville, Robert-Espagne, Beurey sur Saulx, Haironville, Saudrupt, Andernay
- Marne : Sermaize-les-Bains, Pargny-sur-Saulx, Vitry-le-François

## Affluents
- l'Orge, qui se jette dans la Saulx au lieu-dit « Chinel », sur le territoire de la commune de Dammarie-sur-Saulx (Meuse).
- l'Ornain, qui se jette dans la Saulx à Étrepy (Marne).
- la Bruxenelle, qui se jette dans la Saulx à Brusson (Marne).
- la Chée, qui se jette dans la Saulx en amont de Vitry-en-Perthois (Marne). La Chée possède elle-même un affluent important, la Vière.

## Hydrologie

### La Saulx à Vitry-en-Perthois
Affluent de la Marne, la Saulx appartient donc au bassin hydrologique de la Seine.
La Saulx est une rivière abondante, comme la plupart des cours d'eau issus du plateau du Barrois. Son débit a été observé sur une période de 49 ans (de 1957 à 2005) à Vitry-en-Perthois localité toute proche de son confluent avec la Marne. Le bassin versant de la rivière y est de 2 100 km2.
Le module de la rivière à Vitry-en-Perthois est de 25,7 m3/s.
La Saulx présente des fluctuations saisonnières de débit assez marquées. Les hautes eaux sont hivernales et atteignent en moyenne de 44 à 52 m3/s, de décembre à mars inclus (avec un maximum en janvier et février). Les maigres d'été, qui vont de juin à octobre, voient le débit moyen baisser jusque 7,34 m3/s au mois d'août.

### Étiage ou basses eaux
À l'étiage, le VCN3 peut chuter jusque 1,1 m3/s, en cas de période quinquennale sèche, soit 1 100 litres par seconde, ce qui peut paraitre faible, mais correspond au débit d'étiage de la Marne dans le secteur (1,2 m3/s à Saint-Dizier pour un débit moyen presque identique de 26 m3/s).

### Crues
Les crues peuvent être assez importantes. Ainsi les QIX 2 et QIX 5  valent respectivement 140 et 200 m3/s. Le QIX 10 est de 230 m3/s, le QIX 20 de 260 m3/s, tandis que le QIX 50 se monte à 300 m3/s.
Le débit instantané maximal enregistré à Vitry-en-Perthois durant la période d'observation, a été de 278 m3/s, le 22 décembre 1993, tandis que la valeur journalière maximale était de 273 m3/s le même jour. En comparant la première de ces valeurs à l'échelle des QIX de la rivière, on constate que cette crue était d'ordre un peu plus que vicennal, et donc pas tellement exceptionnelle.

### Lame d'eau et débit spécifique
La Saulx est une rivière bien fournie, alimentée par les précipitations élevées arrosant la région du Barrois. La lame d'eau écoulée dans son bassin versant est de 387 millimètres annuellement, ce qui est nettement supérieur à la moyenne d'ensemble de la France tous bassins confondus, et aussi à la moyenne des bassins de la Marne (274 millimètres par an à Paris), et de la Seine (240 millimètres par an). Le débit spécifique de la rivière (ou Qsp) affiche de ce fait un chiffre élevé : 12,2 litres par seconde et par kilomètre carré de bassin.

### Débits des cours d'eau du bassin de la Saulx
| Nom        | Localité              | Débits (en m3/s) | Débits (en m3/s) | Débits (en m3/s) | Débits (en m3/s) | Débits (en m3/s) | Débits (en m3/s) | Débits (en m3/s) | Côte max(m) | Max. instant. | Max. journ. | Lame d'eau (mm) | Surface (km2) |
| Nom        | Localité              | Module           | VCN3 (étiage)    | QIX 2            | QIX 5            | QIX 10           | QIX 20           | QIX 50           | Côte max(m) | Max. instant. | Max. journ. | Lame d'eau (mm) | Surface (km2) |
| ---------- | --------------------- | ---------------- | ---------------- | ---------------- | ---------------- | ---------------- | ---------------- | ---------------- | ----------- | ------------- | ----------- | --------------- | ------------- |
|            |                       |                  |                  |                  |                  |                  |                  |                  |             |               |             |                 |               |
| Saulx      | Pancey                | 0,65             | 0,001            | 7,9              | 9,1              | 9,8              | 11               | -                | 1,88        | 10            | 7,8         | 516             | 40            |
| Saulx      | Couvonges             | 7,86             | 0,770            | 38               | 46               | 51               | 55               | -                | 2,59        | 52,5          | 61          | 524             | 475           |
| Ornain     | Varney                | 10,9             | 0,380            | 77               | 110              | 130              | 150              | 170              | 2,91        | 151           | 147         | 412             | 840           |
| Bruxenelle | Brusson               | 1,06             | 0,054            | 11               | 15               | 17               | 20               | 23               | 2,50        | 25,8          | 23,5        | 246             | 136           |
| Chée       | Bettancourt-la-Longue | 2,55             | 0,036            | 18               | 22               | 25               | 27               | 30               | 2,87        | 30,1          | 27,6        | 379             | 215           |
| Vière      | Val-de-Vière          | 1,34             | 0,066            | 5,2              | 6,8              | 7,9              | 8,9              | 10               | 1,73        | 8,25          | 7,87        | 255             | 166           |
| Saulx      | Vitry-en-Perthois     | 25,7             | 1,100            | 140              | 200              | 230              | 260              | 300              | 4,17        | 278           | 273         | 387             | 2 100         |
|            |                       |                  |                  |                  |                  |                  |                  |                  |             |               |             |                 |               |

## Pêche
La Saulx est une rivière classée en première catégorie jusqu'au pont de Ponthion et ensuite en deuxième catégorie jusqu'à la Marne. Elle appartient au domaine privé jusqu'à sa confluence avec l'Ornain (entre Pargny-sur-Saulx et Etrepy). Une fois unie à l'Ornain, elle appartient au domaine public.
Dans le secteur de première catégorie, la Saulx et ses affluents sont habités notamment par des truites farios, des vairons, des vandoises. Sa population est bonne.
Dans la partie classée deuxième catégorie, la Saulx est très bien peuplée de gardons, chevesnes, ablettes, goujons, brochets et perches.

## La vallée de la Saulx
Tout au long de cette vallée se sont installées depuis le XVIe siècle des petites industries : fonderies (comme à Dammarie-sur-Saulx) mais aussi papeteries.
Le 29 août 1944, en représailles à une embuscade tendue par la résistance à une unité du 29e régiment de Panzergrenadiere de la Wehrmacht, les soldats de ce dernier exécutent 86 habitants de quatre communes de la vallée de la Saulx, dont des femmes et des personnes âgées.
Cette vallée est aussi riche du point de vue touristique (surtout dans sa partie basse) grâce à des paysages bucoliques ainsi que des constructions intéressantes (châteaux, en particulier).
On notera enfin qu'en 1994, la Poste a édité un timbre ayant pour thème les « Pays de la Saulx » (structure administrative aujourd'hui disparue). Le timbre est illustré par l'église de Ménil-sur-Saulx, une coulée de fonte et le pont XVIe siècle de Rupt-aux-Nonains.

## Galerie

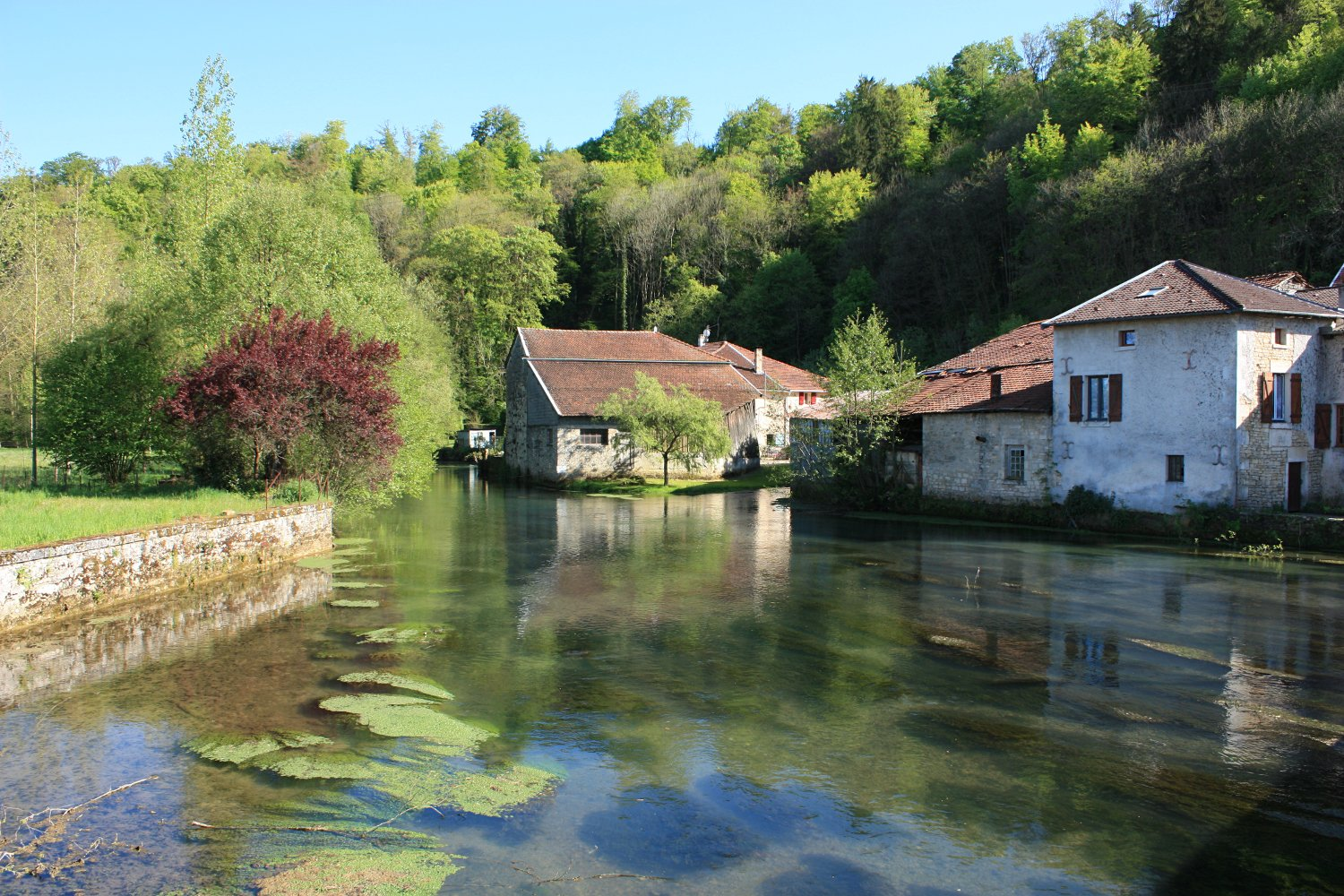
La Saulx à Rupt-aux-Nonains.
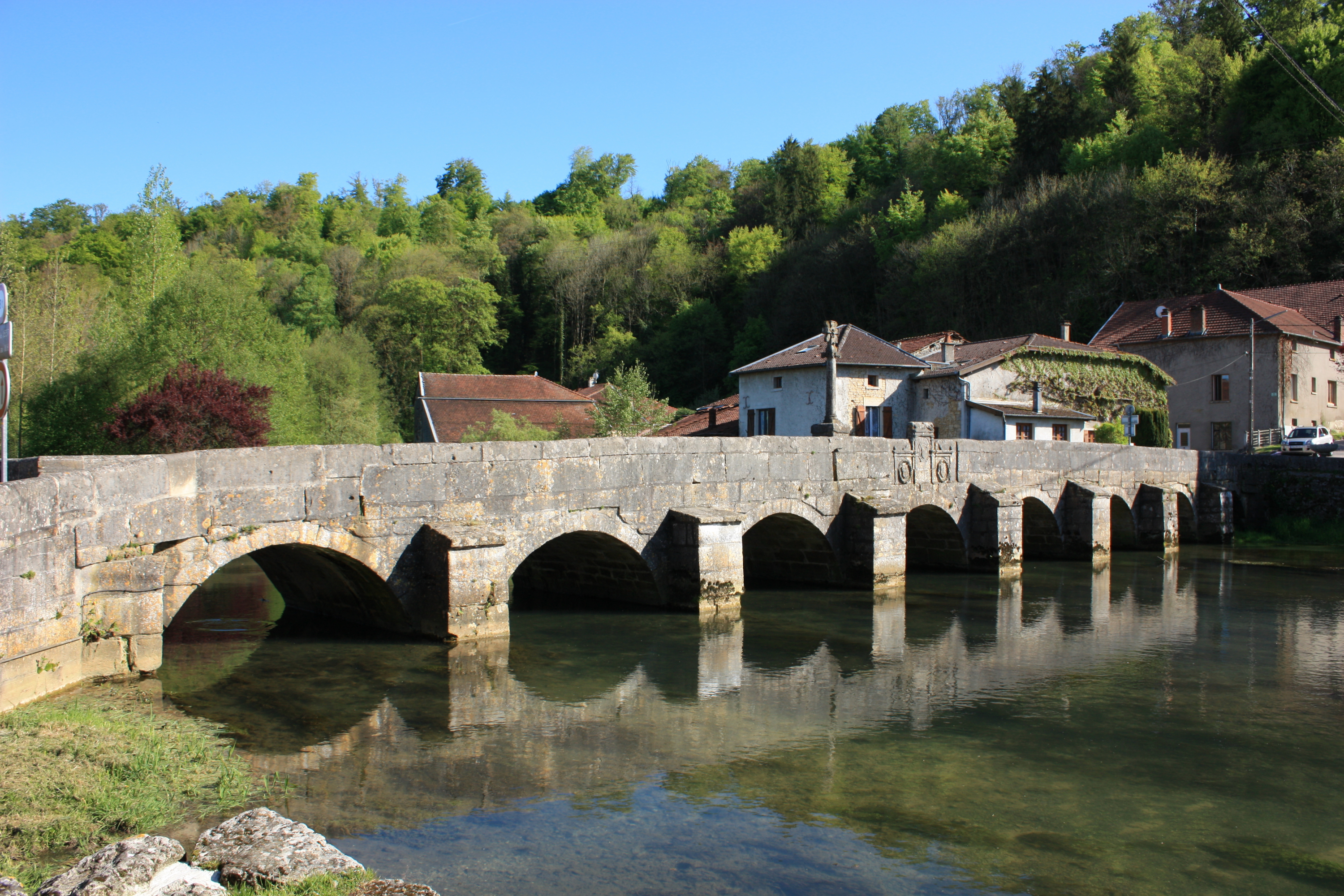
Pont sur la Saulx daté de 1557 à Rupt-aux-Nonains.
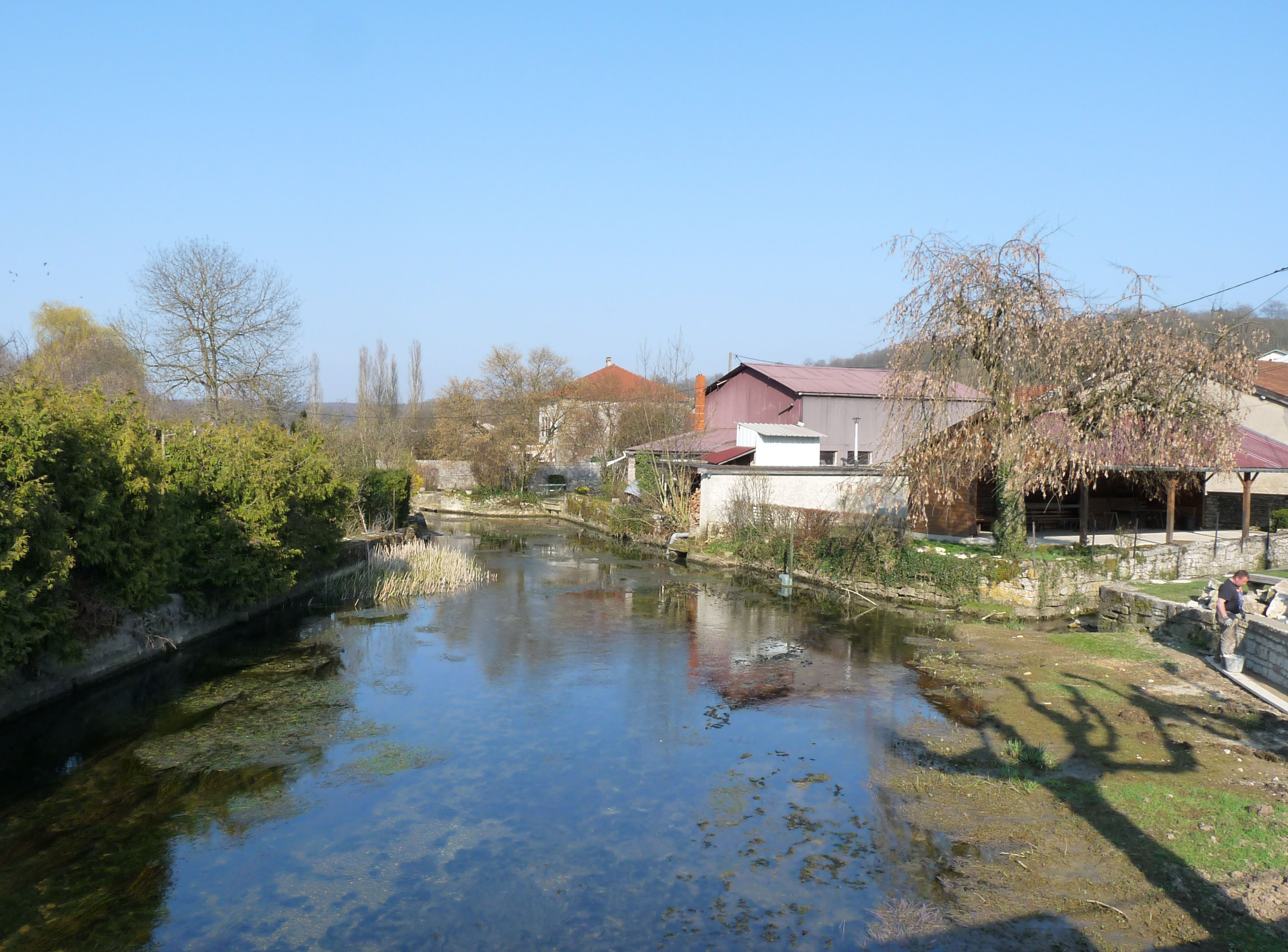
La Saulx à Montiers-sur-Saulx.
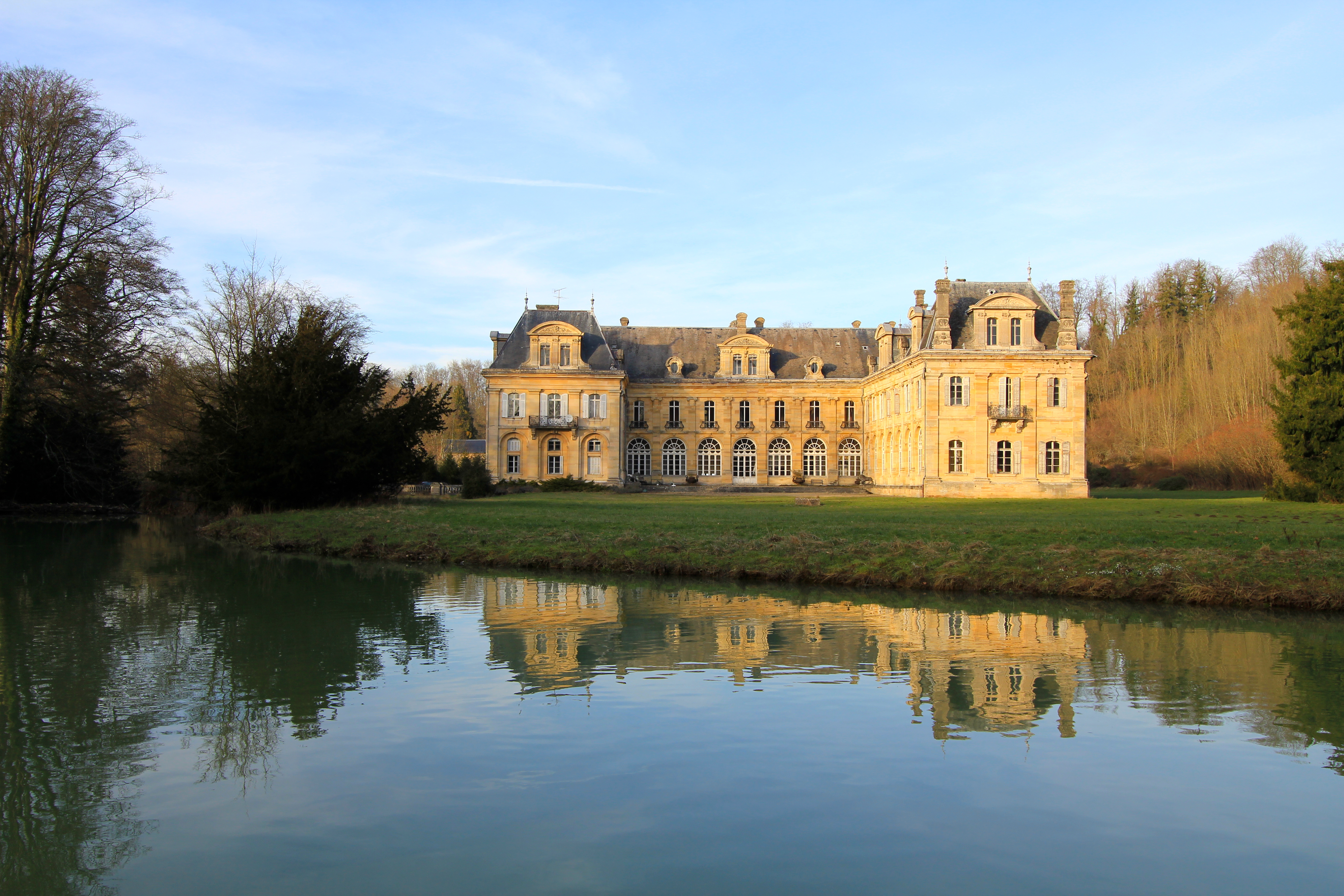
La Saulx à Lisle-en-Rigault.